# Rémi (film)
Pour les articles homonymes, voir Rémi.
Pour plus de détails, voir Fiche technique et Distribution.
Rémi est un court métrage de 24 minutes réalisé par Melvil Poupaud, sorti en France en 2001.
Mi être céleste mi dieu vivant

## Fiche technique
- Titre : Rémi
- Réalisateur et scénariste : Melvil Poupaud
- Durée : 24 minutes
- Tourné en France
- Format : couleur
- Date de sortie : 2001 ( France)

## Distribution
- Melvil Poupaud : Rémi
- Clovis Goux : Grégoire
- Dorothée Janin : Frédérique
- Georgina Tacou : Pomme